# Función sexual
La función sexual es la forma en que el cuerpo reacciona en las distintas fases del ciclo de respuesta sexual. Se define como la capacidad de un individuo para reaccionar sexualmente o experimentar placer sexual.

## Evaluación
Los aspectos relevantes de la función sexual se describen a partir de una versión modificada del trabajo de Masters y Johnson. Los aspectos de la función sexual considerados relevantes para la evaluación son el deseo sexual, la erección, el orgasmo y la eyaculación.Guidelines for assessing sexual function are suggested and divided into four stages:
La fase 1 trata de la documentación de los aspectos definidos de la función sexual. Las preguntas principales son:
1. ¿Está intacta la función? Por ejemplo: ¿Se han producido erecciones u orgasmos durante un periodo de tiempo determinado?
2. Si la función está intacta, ¿cuál es su frecuencia y/o intensidad? Por ejemplo: Con qué frecuencia ha tenido la persona un orgasmo o erecciones durante el periodo de tiempo dado y cuál es la intensidad del placer orgásmico y la rigidez de la erección en comparación con la juventud o el mejor periodo de la vida. Las explicaciones sugeridas para la ausencia o disminución de las funciones en esta etapa son fisiológicas y psicológicas.

La fase 2 trata de la evaluación de la frecuencia de diferentes actividades sexuales, como el coito, en un periodo de tiempo determinado. Las posibles explicaciones de una ausencia o una disminución de la frecuencia de las actividades sexuales pueden incluir razones fisiológicas, psicológicas, sociales, religiosas y éticas.
En la fase 3 se estima si las funciones y/o actividades sexuales menguantes causan angustia o en qué medida.
En la fase 4, se evalúa la asociación entre la angustia debida a la disminución de la función sexual y el bienestar y el aislamiento emocional.
Estas directrices se elaboraron para evaluar la función sexual masculina en relación con el tratamiento del cáncer de próstata. Sin embargo, el concepto se ha modificado y adaptado para las mujeres.